# Loncin
Loncin is een plaats en deelgemeente van de Belgische stad Ans.
Loncin ligt in de provincie Luik en was tot 1 januari 1977 een zelfstandige gemeente.

## Demografische ontwikkeling
- Bronnen:NIS, Opm:1831 tot en met 1970=volkstellingen, 1976= inwoneraantal op 31 december

## Bezienswaardigheden
- Ten noordwesten van Loncin en ten noorden van knooppunt Loncin ligt fort Loncin als onderdeel van de fortengordel rond Luik.
- De kasteelhoeve
- De Sint-Jan-de-Doperkerk

## Natuur en landschap
Loncin ligt op het Haspengouws Plateau in het westen van de Luikse agglomeratie. Einde 19e eeuw en in de 20e eeuw was Loncin van belang voor de steenkoolwinning. De mijnen van de Société anonyme des Charbonnages de l'Espérance et Bonne-Fortune waren er actief. Ten zuiden van Loncin vindt men, nabij Montegnée, nog een terril.
Tegenwoordig is Loncin vrijwel geheel omgeven door autowegen, die Luik met Brussel, Namen en Tongeren verbinden. Het zeer grote Knooppunt Loncin, ten westen van Loncin, verbindt deze wegen. Ook de spoorlijn van Luik naar Brussel loopt langs Loncin.

## Nabijgelegen kernen
Alleur, Ans, Awans, Montegnée